# 학돌초등학교
학돌초등학교는 대한민국 충청남도 서산시 읍내동에 있는 공립 초등학교이다.

## 학교 연혁
- 2001년 9월 1일	학돌초등학교 개교 (초 22, 유 2 학급편성)
- 2002년 11월 8일 도지정 연구학교 운영 보고
- 2007년 11월 8일 시지정 연구학교 운영 보고
- 2016년 2월 5일 제14회 졸업식(2311명) 및 꿈단지 매설식
- 2016년 3월 2일 초등 21(1)학급, 유치원 2학급 편성

## 참고 자료
- 학돌초등학교 - 한국교육학술정보원 학교알리미